# Martin Noth
Martin Noth (ur. 3 sierpnia 1902 w Dreźnie, zm. 30 maja 1968 w Izraelu) – niemiecki starotestamentalista, brat saksońskiego biskupa Gottfrieda Notha. 
Uczęszczał w Dreźnie do szkoły ludowej (1909–1913) i do Gimnazjum św. Krzyża (1913–1921). W latach 1921–1925 studiował teologię i języki orientalne w Erlangen, Rostocku i Lipsku, gdzie zdał pierwszy teologiczny egzamin. W 1926 roku uzyskał tytuł doktora, rok później habilitację. W czasie II wojny światowej dwukrotnie pełnił służbę wojskową, po wojnie pracował na uniwersytetach w Bonn, Getyndze, Tybindze, Hamburgu i Bazylei. 
Jest autorem koncepcji deuteronomistycznego dzieła historycznego i amfiktionii wczesnoizraelskiej.